# 胡克島

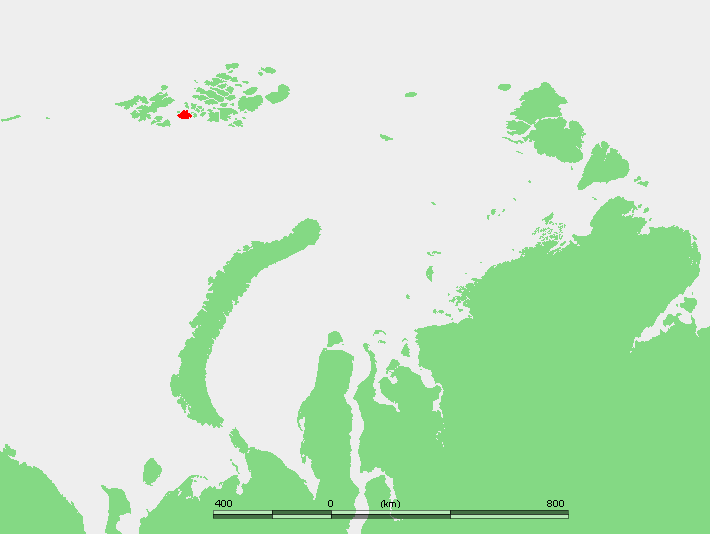

胡克島（俄语：Остров Гукера）是俄羅斯的島嶼，屬於法蘭士約瑟夫地群島的一部分，位於基奧特利察島以南9公里，由阿爾漢格爾斯克州負責管轄，面積508平方公里，最高點海拔高度576米，該島以英國植物學家約瑟夫·道爾頓·胡克命名。

## 外部連結
- All locations （页面存档备份，存于）
- William Barr, The First Tourist Cruise in the Soviet Arctic
- （页面存档备份，存于）, ,  & Pictures （页面存档备份，存于）
- Joseph Dalton Hooker （页面存档备份，存于）
- Paleontology （页面存档备份，存于）
- Ryabinin, A. N.; 1936; A vertebra of a plesiosaur from Franz-Joseph Land; Trudy Arkticheskogo Instituta; 58 pp.143–146
- Rubini Rock （页面存档备份，存于）
- Toronto "Hooker Island" （页面存档备份，存于）
- Benjamin Leigh Smith

80°14′N 53°02′E / 80.233°N 53.033°E